# Guerras de los Tres Reinos
Las Guerras de los Tres Reinos o guerras de las tres naciones fueron una serie de conflictos interconectados que tuvieron lugar en Escocia, Irlanda e Inglaterra entre 1639 y 1653, una época en que los tres países se encontraban bajo unión personal, con Carlos I Estuardo como monarca. El mejor conocido de estos conflictos es la guerra civil inglesa.
Las guerras fueron el resultado de la tensión entre el rey y sus súbditos por asuntos religiosos y civiles. Las disputas religiosas se centraban en si la religión dependería del monarca o de la elección del súbdito, que tendría una relación directa con Dios. Los asuntos civiles consistían en la limitación del poder del Rey por parte el parlamento, particularmente en su capacidad de aumentar los impuestos y lanzar sus ejércitos a la guerra sin su consentimiento. Además, estas guerras también tuvieron un elemento de conflicto nacional, como la rebelión irlandesa y escocesa contra la primacía inglesa entre los tres reinos. La victoria del Parlamento de Inglaterra comandado por Oliver Cromwell sobre el rey, los irlandeses y los escoceses, ayudó a determinar el futuro de lo que terminaría conformándose como el Reino Unido como una monarquía constitucional con el poder concentrado en Londres.
Las guerras de los tres reinos coinciden en el tiempo con varios conflictos similares en Europa, como la Fronda en Francia y la llamada crisis de 1640 de la Monarquía Hispánica Católica, con la rebelión de Cataluña, Portugal, Nápoles, Sicilia y Andalucía; todo ello formando parte de la llamada crisis del siglo XVII que se caracterizaría, según la interpretación de algunos historiadores, por la rebelión conservadora de los nobles contra la centralización de los reyes que pretenden construir monarquías absolutas.
Las guerras de los tres reinos incluyen la Guerra de los Obispos de 1639 y 1640, la guerra civil escocesa de 1644–5; la rebelión irlandesa de 1641, la Irlanda confederada de 1642–9 y la Conquista de Irlanda por Cromwell de 1649 (que colectivamente se suele llamar las guerras confederadas de Irlanda); y las guerras civiles inglesas (Primera 1642–6, Segunda 1648–9 y Tercera 1650–51).
La denominación de estos conflictos como Guerras de los Tres Reinos proviene del propósito de historiadores actuales por dar una visión unificada de todos ellos, en vez de considerarlos solo como el telón de fondo de la guerra civil inglesa. Algunos otros proponen el nombre de guerras civiles británicas, pero otros consideran que utilizar el adjetivo británico puede entenderse como algo prematuro antes del Acta de Unión de 1800.

## Contexto histórico
La unión personal de los tres reinos bajo un solo monarca se produjo en términos relativamente recientes para los contemporáneos del siglo XVII. Desde 1541, los reyes de Inglaterra habían gobernado sus territorios irlandeses como si fueran otro reino (con la ayuda de un Parlamento Irlandés diferenciado del inglés), mientras que Gales había estado mucho más integrado en la Corona de Inglaterra desde el reinado de Enrique VIII. Escocia, el tercer reino independiente, se vio unido a la misma corona cuando Jacobo VI de Escocia accedió al trono de Inglaterra con el nombre de Jacobo I en 1603. Gobernar conjuntamente los tres Estados se convertiría en una tarea difícil para Jacobo I y sus sucesores, sobre todo cuando trataron de imponer la unidad religiosa.

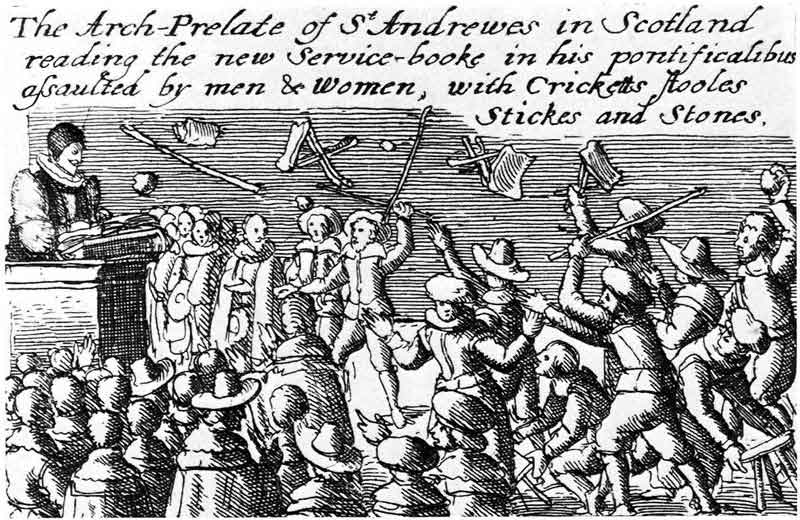
El comienzo de los motines de Jenny Geddes contra el libro de oraciones anglicano (1637).

En cada uno de los Tres Reinos imperaba una religión diferente; en Inglaterra, tras la Reforma Inglesa, Enrique VIII se convirtió en la cabeza de la Iglesia Anglicana, prohibiendo el Catolicismo en Inglaterra y Gales, y durante el siglo XVI, el anglicanismo se convirtió en una seña de identidad inglesa. Los ingleses veían al Catolicismo como el gran enemigo de su país, encarnado sobre todo en Francia y España. Sin embargo, el Catolicismo persistió como religión mayoritaria en Irlanda, y fue para muchos el símbolo de la resistencia ante la reconquista de la isla por la dinastía Tudor. Por último, en Escocia, la Reforma Protestante fue un movimiento popular encabezado por John Knox. El Parlamento escocés legisló en favor de una Iglesia Nacional de Escocia de signo presbiteriano, también llamada "Kirk". Tras esto, la reina María de Escocia, católica, se vio forzada a abdicar en favor de su hijo Jacobo, que creció en medio de una regencia que se disputaban los partidos católico y protestante. Cuando alcanzó el poder, aspiraba a ser un "Rey Universal" e intentó implementar un sistema de gestión de la iglesia episcopal a semejanza del inglés, en el que el Rey fuera el que nombrara a los obispos. En 1584 intentó llevarlo a la práctica pero, ante la vigorosa oposición encontrada, se vio obligado a dejar que la Asamblea General que había gobernado la iglesia hasta el momento continuara haciéndolo.

### Escocia y la cuestión religiosa
Jacobo VI continuó siendo protestante, tratando de mantener sus opciones al trono de Inglaterra. En 1603 por fin fue coronado rey con el nombre de Jacobo I de Inglaterra y se mudó a Londres. Toda su diplomacia y habilidades políticas las dedicó desde entonces a lidiar con la corte y el Parlamento inglés mientras gobernaba Escocia a través de cartas al Consejo Privado de Escocia y controlaba el Parlamento escocés mediante los Lores de la Congregación. Suspendió las reuniones de la Asamblea General Escocesa e incrementó el número de obispos escoceses, y, en 1618, celebró una Asamblea General en la que impuso los Cinco Artículos de prácticas Episcopalianas, que fueron ampliamente boicoteados. A su muerte, en 1625, fue sucedido por su hijo Carlos, que fue mucho menos hábil que su padre. Coronado en la catedral de San Gil, en Edimburgo, asumió y trató de imponer desde el principio los ritos de la Iglesia Anglicana a sus súbditos escoceses. Sus enfrentamientos con la Iglesia de Escocia alcanzaron su punto más álgido cuando trató de imponer el uso del Libro de Oración Común. Cuando en 1639 Carlos intentó emplear métodos militares para obligar a los escoceses, la situación estalló.
De algún modo, esta revuelta ponía de manifiesto el resentimiento escocés ante el segundo plano que Escocia había pasado a ocupar tras el ascenso de Jacobo I al trono de Inglaterra
[cita requerida]

### Inglaterra
Ver también Guerra Civil Inglesa
Carlos compartía la creencia de su padre en el carácter divino de la monarquía y sus afirmaciones al respecto le llevaron a crear una importante brecha entre la corona y el Parlamento inglés. Mientras que la Iglesia de Inglaterra siguiera ocupando posiciones de poder, una minoría puritana poderosa, representada por un tercio de los miembros del Parlamento, presentaba muchos rasgos en común con los presbiterianos escoceses.
El Parlamento Inglés se enfrentó frecuentemente al Rey en cuestiones como impuestos, gasto militar o el papel del parlamento en el gobierno. Aunque Jacobo I había mantenido la misma opinión que su hijo con respecto a las Prerrogativas reales, había sido lo suficientemente inteligente como para persuadir al Parlamento de que aceptara su política. Carlos careció de esta capacidad, lo que llevó a la crisis de 1639-1642 y a la posterior Guerra civil. Cuando Carlos solicitó al Parlamento fondos para una campaña en Escocia, los miembros del Parlamento se negaron, se declararon en sesión permanente y expusieron una larga lista de reclamaciones políticas y religiosas que Carlos tuvo que atender antes de ver su nueva legislación aprobada.[cita requerida]

### Irlanda
Ver también Rebelión irlandesa de 1641
Mientras tanto, en el Reino de Irlanda (proclamado como tal en 1541, aunque solo fue totalmente conquistado por la corona en 1603), las tensiones había vuelto a aumentar. El Lord Diputado, Thomas Wentworth, conde de Strafford tenía frecuentes enfrentamientos con los nativos debido a la política de confiscación de tierras y su otorgamiento a colonos ingleses. Enfureció a los católicos al implantar nuevos impuestos y recortar sus derechos legales. Esta situación explotó en 1639 cuando Wentworth ofreció a los católicos las reformas que estos exigían a cambio de la creación de un ejército irlandés para sofocar los levantamientos en Escocia. Aunque el ejército estaría dirigido por oficiales protestantes, la idea de un Ejército católico irlandés apoyando lo que muchos veían como un gobierno tiránico, horrorizó a parlamentarios escoceses e ingleses, que amenazaron con invadir Irlanda.[cita requerida]

## Estallido de la guerra

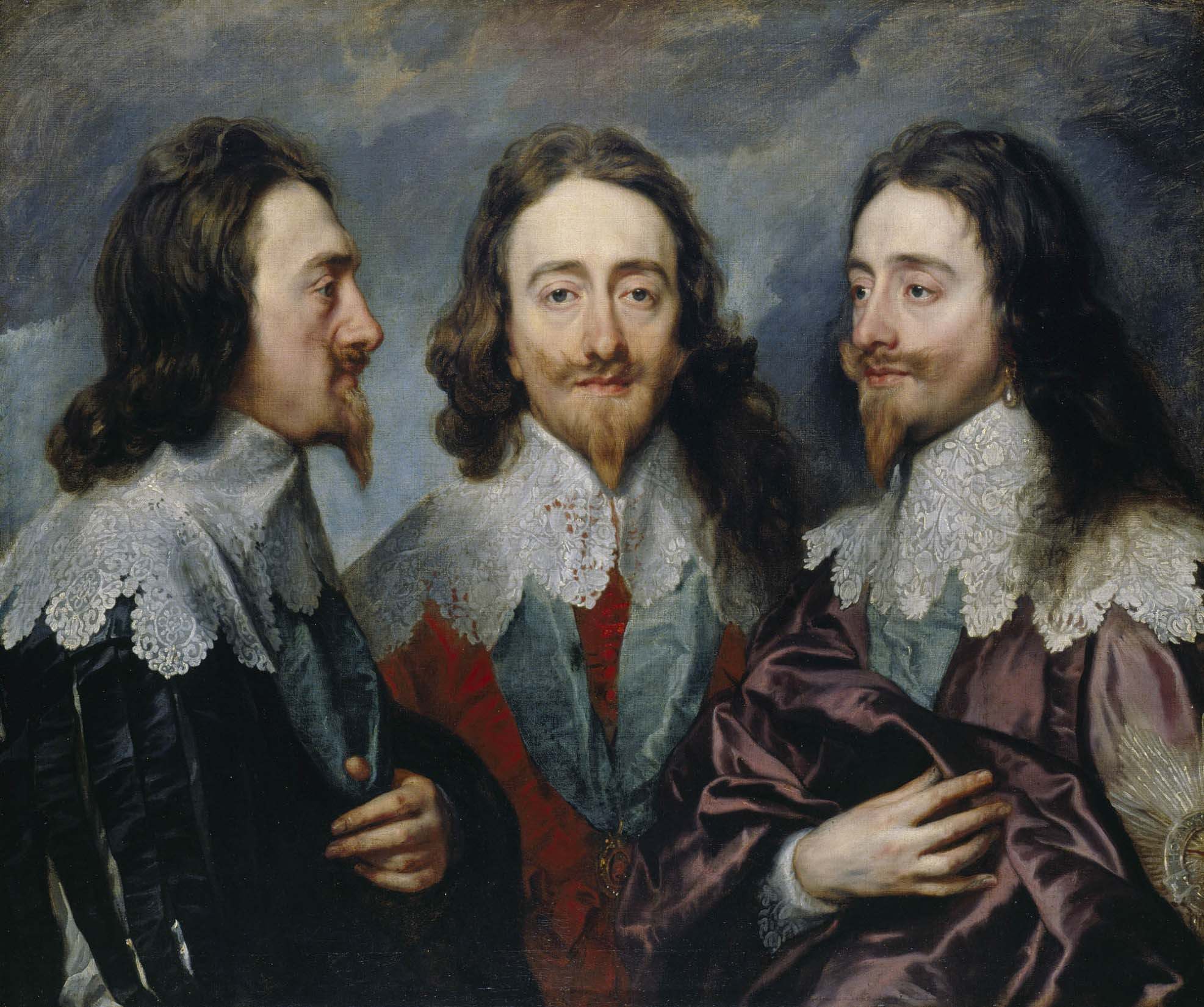
Triple retrato de Carlos I, rey de Inglaterra, Escocia e Irlanda desde tres ángulos.

Los historiadores modernos han enfatizado el carácter de inevitabilidad de las Guerras Civiles, señalando que todos los bandos implicados recurren a la violencia en medio de una situación caracterizada por la desconfianza mutua y la paranoia. La incapacidad de Carlos I para concluir la Guerra de los obispos de un modo rápido hizo que otros grupos descontentos empezaran a considerar el uso de la violencia como un medio para lograr sus objetivos.[cita requerida]
Alienados por el dominio Protestante Inglés, y atemorizados ante la retórica de los Parlamentos inglés y escocés, un pequeño grupo de conspiradores irlandeses se rebeló en 1641, en apoyo del rey. El levantamiento llevó a asaltos generalizados a las comunidades Protestantes de Irlanda, terminando algunos de ellos en masacres. Por Inglaterra y Escocia se extendió el rumor de que esas matanzas contaban con el beneplácito real, y que ese sería su destino si el ejército irlandés del rey desembarcaba en la isla de Gran Bretaña. Como resultado, el Parlamento inglés se negó a financiar un ejército real para sofocar la rebelión irlandesa, y decidió organizar una fuerza propia. Por su parte, el Rey consiguió reunir una fuerza compuesta por aquellos que creían que la lealtad al Rey Legítimo era más importante que otros principios políticos.[cita requerida]
La guerra civil inglesa estalló en 1642. Los Covenanters escoceses, como se autodenominaban los Presbiterianos, aliados con el Parlamento inglés, se unieron a la guerra en 1643 y jugaron un papel determinante en la victoria de los Parlamentaristas. Las fuerzas del rey se vieron superados por el nuevo ejército parlamentario -respaldado y financiado por la city londinense. Finalmente, Carlos I se rindió en 1646 y fue encarcelado. Sin embargo, en 1648 consiguió escapar de prisión y unirse a los católicos escoceses, iniciando la segunda guerra civil inglesa. Nuevamente capturado, fue decapitado en enero de 1649. En Irlanda, los Católicos Irlandeses formaron su propio gobierno -Irlanda confederada- con la intención de ayudar a los Realistas a cambio de tolerancia religiosa y autonomía política. Fuerzas inglesas y escocesas lucharon en Irlanda, en tanto que los Confederados Irlandeses organizaron una expedición a Escocia en 1644, iniciando la Guerra civil escocesa. Por su parte, los realistas escoceses obtuvieron una serie de victorias entre 1644 y 1645, pero fueron finalmente derrotados al final de la guerra civil inglesa con el retorno de los ejércitos protestantes a Escocia.[cita requerida]
Tras el final de la segunda guerra civil inglesa en enero de 1649, las fuerzas parlamentarias, ahora comandadas por Oliver Cromwell, invadieron Irlanda y derrotaron a la coalición formada por Realistas y Confederados Irlandeses. La alianza del Parlamento inglés con los Covenanters se había roto, y los escoceses habían proclamado rey a Carlos II, iniciando las hostilidades contra Inglaterra. Cromwell emprendió la conquista de Escocia en 1650-1651 y, el 3 de septiembre, derrotó a Carlos II en la Batalla de Worcester, que encabezaba un ejército escocés con la esperanza de que un levantamiento realista en Inglaterra le ayudara a recuperar su trono.
Tras la conclusión de las guerras, los Tres Reinos emergieron como un estado único, conocido como Mancomunidad de Inglaterra; formalmente, estaba gobernado como una república, aunque en la práctica funcionara como una dictadura.

## Principales acontecimientos
- 1637: Carlos I intenta imponer el rito anglicano a la Iglesia Nacional de Escocia, de orientación presbiteriana. Jenny Gedes inicia los disturbios.
- 1639: Estalla el conflicto entre Covenanters y realistas en Escocia con la toma de Aberdeen por los Covenanters en febrero
- 1639: Guerra de los obispos: Carlos dirige sus tropas hacia Escocia, pero prefiere negociar en lugar de luchar. Firma del Tratado de Berwick (18 de junio de 1639)
- 1640: Carlos convoca al Parlamento inglés para financiar la guerra de Escocia. Ante las demandas de los parlamentarios, Carlos decide disolver el Parlamento a los tres meses ("Parlamento Corto").
- 1640: Segunda Guerra de los Obispos. Un ejército de Covenanters cruza el Tweed y derrota a los ingleses en la Batalla de Newburn en agosto, marchando sobre Newcastle.
- 1640: Tratado de Ripon (26 de octubre de 1640) por el que Newcastle pasa a manos escocesas y Carlos se ve obligado a pagar tributo a Escocia. Se inicial el Parlamento largo, que permanecerá reunido hasta 1660.
- 1641: 23 de octubre, estalla en el Úlster una rebelión en Irlanda, con masacre de protestantes a manos de católicos. Los rebeldes derrotan a la corona en Julianstown, a la que sigue el Sitio de Drogheda en diciembre.[2]

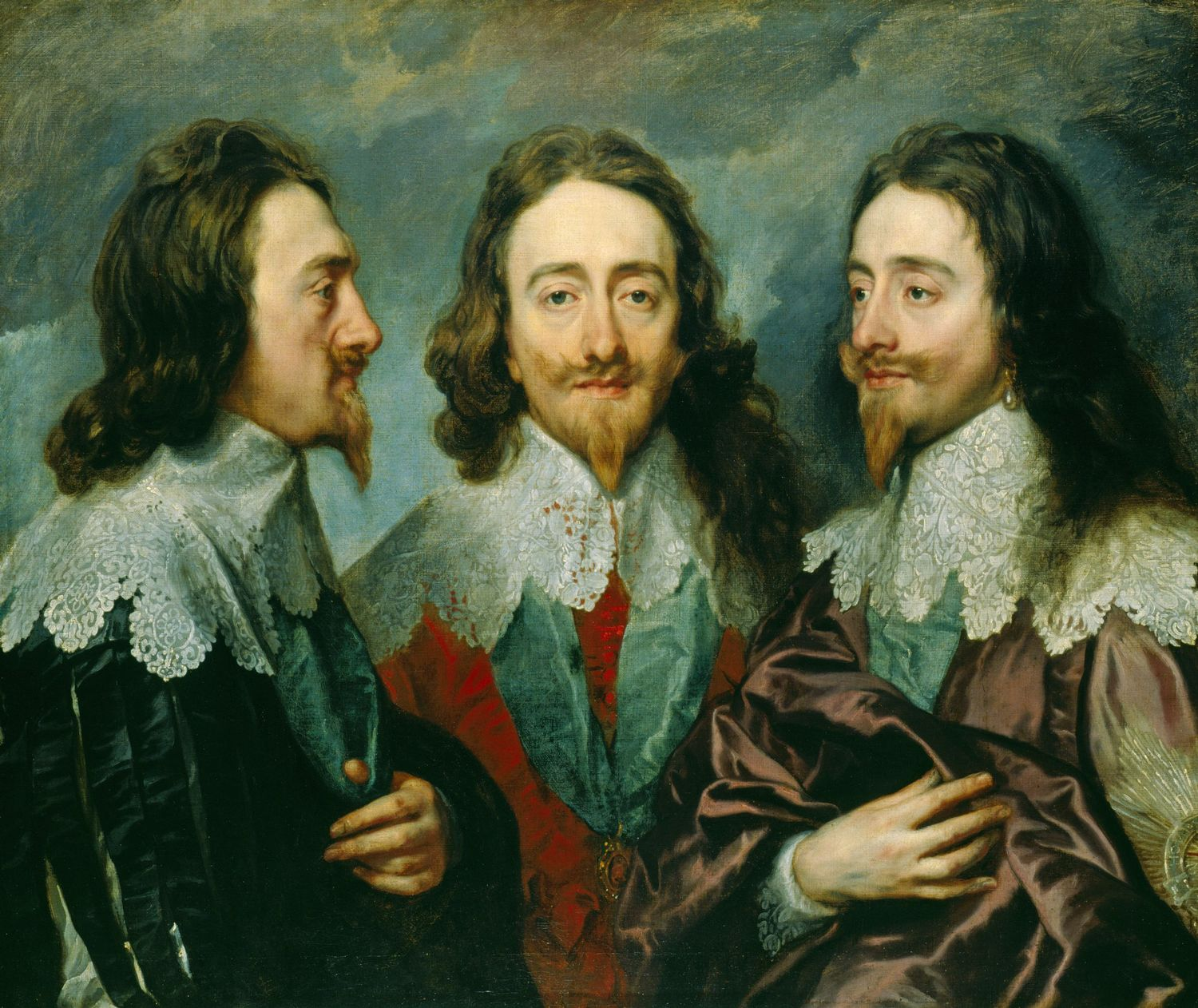
"Carlos I, rey de Inglaterra desde Tres Angulos" por Anthony van Dyck.

- 1642:  Ante el intento de Carlos de arrestar a varios parlamentarios, el Parlamento emite la Ley de Milicias, que sitúa al ejército y los arsenales bajo su control. Ambos bandos se preparan para la guerra.
- 1642-1646: Primera Guerra Civil
- 1642: Una coalición de católicos irlandeses, tanto gaélicos como Ingleses Viejos crea la Confederación Irlandesa, con base en Kilkenny.
- 1643: Alto el fuego entre realistas ingleses y confederados irlandeses
- 1643: 25 de septiembre: alianza entre Parlamento inglés y los Covenanters escoceses -creación de la Liga Solemne y Covenante.
- 1644: 2 de julio Batalla de Marston Moor, gran derrota de los Realistas
- 1644: Comienza en Escocia la Guerra Civil Escocesa, encabezada por el Realista escocés James Graham, I marqués de Montrose, con el apoyo de tropas de la Confederación Irlandesa al mando de Alasdair MacColla.
- 1645: Creación del Nuevo Ejército Modelo
- 1645: 14 de junio; Batalla de Naseby: el New Model Army aplasta al ejército realista, poniendo fin a la Primera Guerra Civil.
- 1645: 15 de agosto, James Graham consolida el dominio realista en Escocia tras la Batalla de Kilsyth; las tropas Covenanters que regresan de Inglaterra le derrotan en Philiphaugh (13 de septiembre)
- 1646: mayo: Carlos I se rinde a los Covenanters, que le entregan al Parlamento inglés.
- 1646: junio: El ejército confederado irlandés derrota a las tropas escocesas en el Úlster en la batalla de Benburb.
- 1647: Los Parlamentaristas derrotan a los Confederados Irlandeses en Dungans Hill y Knockhanauss.
- 1648-1649: Segunda Guerra Civil
- 1648-1649: Paz de Ormonde. Alianza de Irlandeses confederados e Ingleses realistas.
- 1648: Batalla de Preston (agosto): Tropas escocesas invaden Inglaterra para reponer a Carlos I. Derrotados por los Parlamentaristas.
- 1649: 30 de enero. Ejecución de Carlos I.
- 1649:  15 de agosto, el Nuevo Ejército Modelo, liderado por Cromwell desembarca en Irlanda. Comienza la conquista de Irlanda por Cromwell.
- 1650: Comienza la Tercera Guerra Civil entre escoceses y el Parlamento inglés. Cromwell derrota a los escoceses en Dunbar (3 de septiembre).
- 1651: Los Covenantes escoceses coronan a Carlos II como rey en Scone.
- 1651: 3 de septiembre: Derrota de Carlos II en Worcester. Final de la Guerra y exilio en Francia para el rey.
- 1653: Las últimas tropas irlandesas se rinden en abril en Cavan.
- 1654: Final del levantamiento realista de Escocia.
- 1660: Restauración inglesa.

## Consecuencias
Mientras las Guerras de los Tres Reinos anticiparon mucho de los cambios que acabarían por conformar el aspecto de la moderna Gran Bretaña, resolvieron muy poco en aquellos momentos. La Mancomunidad logró alcanzar una solución (aunque relativamente inestable) entre monarquía y república. En la práctica, Oliver Cromwell ejerció su poder gracias al control de las fuerzas militares parlamentarias, pero su situación legal nunca estuvo clara, ni siquiera cuando se convirtió en Lord Protector. Ninguna de las Constituciones propuestas llegó nunca a ponerse en práctica. De esta forma, la Mancomunidad y el Protectorado establecido por los Parlamentaristas victoriosos dejaron muy poca huella si hablamos de instauración de nuevas formas de gobierno.[cita requerida]
Los principales avances que surgieron de estos acontecimientos fueron:
- Tras la ejecución de Carlos I por alta traición, ningún monarca británico podría esperar ya que sus súbditos tolerasen alguna clase de despotismo.[cita requerida]
- Los excesos cometidos por el Nuevo Ejército Modelo, particularmente los cometidos durante el gobierno de los Comandantes, hicieron nacer en la sociedad una profunda desconfianza hacia los gobiernos militares en Inglaterra.[cita requerida]

Los protestantes ingleses disfrutaron de libertad religiosa durante el Interregno, no así los católicos ingleses. Las nuevas autoridades abolieron la Iglesia de Inglaterra y la Cámara de los Lores. Cromwell disolvió el Parlamento Rabadilla, pero fue incapaz de crear una alternativa válida. Ni Cromwell ni sus partidarios se movieron hacia una democracia popular, como pretendían las alas más radicales de los Parlamentaristas (como los Niveladores).[cita requerida]
El Nuevo Ejército Modelo ocupó Irlanda y Escocia durante el Interregno. En Irlanda, el nuevo gobierno confiscó casi todas las propiedades de los Católicos-irlandeses en castigo por la rebelión de 1641, que se vieron afectados por una legislación penal extremadamente severa. Las tierras confiscadas se entregaron a los soldados parlamentaristas, que se establecieron en ellas. La Commonwealth abolió los Parlamentos irlandés y escocés. En teoría, estos países tendrían representación en el Parlamento inglés, pero dado que este organismo nunca llegó a tener poder real, tal representación nunca tuvo efecto. A la muerte de Cromwell en 1658, la Mancomunidad se disolvió sin violencia y Carlos II volvió a ostentar el título de Rey de Inglaterra, Escocia e Irlanda en 1660.[cita requerida]
Bajo la Restauración inglesa, el sistema político volvió a la posición constitucional de preguerra. El nuevo régimen ejecutó o encarceló de por vida a los responsables del regicidio de Carlos I. Los neorrealistas desenterraron el cadáver de Cromwell y le ejecutaron póstumamente. Los radicales considerados responsables de la guerra fueron severamente reprimidos. Escocia e Irlanda recuperaron sus Parlamentos, y algunos irlandeses (no todos) recuperaron las tierras confiscadas, en tanto que el Nuevo Ejército Modelo fue disuelto.
De todas formas, las cuestiones que habían originado las guerras -la cuestión religiosa, el poder del Parlamento y las relaciones entre los tres Estados- habían quedado sin resolver, así que solo era cuestión de tiempo que los problemas volvieran a emerger, lo que ocurriría en la Revolución Gloriosa de 1688. Es a partir de entonces cuando Gran Bretaña comienza a mostrar los signos distintivos que han llegado hasta nuestros días: Monarquía Constitucional Protestante, con Inglaterra a la cabeza, y un potente ejército permanente.

### Islas británicas
- Bennett, Martyn (1997). The Civil Wars in Britain and Ireland, 1638-1651. Oxford: Blackwell. ISBN 0-631-19154-2.
- Bennett, Martyn (2000). The Civil Wars Experienced: Britain and Ireland, 1638-1661. Oxford: Routledge. ISBN 0-415-15901-6.
- Carlton, Charles (1992). Going to the Wars: The Experience of the British Civil Wars, 1638-1651. London: Routledge. ISBN 0-415-03282-2.
- Kenyon, John; Jane Ohlmeyer (eds.) (1998). The Civil Wars: A Military History of England, Scotland, and Ireland, 1638-1660. Oxford: Oxford University Press. ISBN 0-19-866222-X.
- Royle, Trevor (2004). The Civil War: The Wars of the Three Kingdoms, 1638-1660. London: Little, Brown. ISBN 0-316-86125-1.
- Russell, Conrad (1991). The Fall of the British Monarchies, 1637-1642. Oxford: Clarendon Press. ISBN 0-19-822754-X.
- Stevenson, David (1981). Scottish Covenanters and Irish Confederates: Scottish-Irish Relations in the Mid-Seventeenth Century. Belfast: Ulster Historical Foundation. ISBN 0-901905-24-0.
- Young, John R. (ed.) (1997). Celtic Dimensions of the British Civil Wars. Edinburgh: John Donald. ISBN 0-85976-452-4.

### Inglaterra
- Aylmer, G. E. (1986). Rebellion or Revolution?: England, 1640-1660. Oxford: Oxford University Press. ISBN 0-19-219179-9.
- Hill, Christopher (1972). The World Turned Upside Down: Radical Ideas During the English Revolution. London: Temple Smith. ISBN 0-85117-025-0.
- Morrill, John (ed.) (1991). The Impact of the English Civil War. London: Collins & Brown. ISBN 1-85585-042-7.
- Woolrych, Austin (2000) [1961]. Battles of the English Civil War. London: Phoenix Press. ISBN 1-84212-175-8.
- J.C. Beckett, 'The Making of Modern Ireland 1603-1923'

### Irlanda
- Lenihan, Pádraig (2000). Confederate Catholics at War, 1641-1649. Cork: Cork University Press. ISBN 1-85918-244-5.
- Ó hAnnracháin, Tadhg (2002). Catholic Reformation in Ireland: The Mission of Rinuccini, 1645-1649. Oxford: Oxford University Press. ISBN 0-19-820891-X.
- Ó Siochrú, Micheál (1999). Confederate Ireland, 1642-1649: A Constitutional and Political Analysis. Dublin: Four Courts Press. ISBN 1-85182-400-6.
- Ó Siochrú, Micheál (ed.) (2001). Kingdoms in Crisis: Ireland in the 1640s. Dublin: Four Courts Press. ISBN 1-85182-535-5.
- Perceval-Maxwell, M. (1994). The Outbreak of the Irish Rebellion of 1641. Dublin: Gill & Macmillan. ISBN 0-7171-2173-9.
- Wheeler, James Scott (1999). Cromwell in Ireland. Dublin: Gill & Macmillan. ISBN 0-7171-2884-9.

### Escocia
- Stevenson, David (1973). The Scottish Revolution, 1637-1644: The Triumph of the Covenanters. Newton Abbot: David & Charles. ISBN 0-7153-6302-6.
- Stevenson, David (1980). Alasdair MacColla and the Highland Problem in the Seventeenth Century. Edinburgh: John Donald. ISBN 0-85976-055-3.